# Victor Sá
João Victor Santos Sá (ur. 27 marca 1994 w São José dos Campos) – brazylijski piłkarz występujący na pozycji skrzydłowego w rosyjskim klubie FK Krasnodar. Wychowanek Palmeiras, w trakcie swojej kariery grał także w takich zespołach, jak Joseense, Kapfenberger SV, LASK Linz oraz VfL Wolfsburg.